# My Own Private Alaska
My Own Private Alaska або MOPA— французький гурт, що грає у стилі скрімо, experimental, інді. Особливістю музики є відсутність гітари — до складу гурту входять вокаліст, піаніст та барабанщик. 2007 року вийшов перший демо-альбом під назвою MOPA, а 2010 — альбом Amen. Під час виступів виконують музику виключно сидячи.
17 липня 2010 та 9 вересня 2011 музиканти виступали в київському клубі «XLIB».

## Історія
Гурт виник у Тулузі 2007 року. Того ж року музиканти записали та видали дебютний міні-альбом із шести композицій (одна з них — повністю інструментальна). 2008 року MOPA почала співпрацю із букінґовою агенцією Jerkov Musiques, що дозволило колективу у вересні того ж року вирушити в турне Європою, яке складалося із 17 виступів в рамках підтримки американського гурту Will Haven. Турне охопило Німеччину, Чехію, Австрію, Нідерланди, Бельгію та Францію.
Крім того 2008 року музиканти зв'язалися із продюсером та дистриб'ютором, фірмою Kertone Production та лейблом I Am Records (співпрацює зокрема із гуртами Korn, Norma Jean та Black Light Burns), за їхній запис узявся Росс Робінсон (засновник I Am Records; записував зокрема The Klaxons, At The Drive-In чи The Cure). Запис відбувався з липня до початку вересня того року, на сервісі Youtube було розміщено короткі фільми про процес записування.
В лютому 2009 року гурт записав відео до пісні «After You», що стала провісником нового альбому.
7 липня 2009 року тріо відкрило концерт гурту Metallica, що відбувався в амфітеатрі міста Нім у Франції. Цей виступ американців було записано й видано на DVD як Français pour une nuit, призначений для французького ринку.
2010 рік приніс перший повнометражний альбом гурту — «Amen», прем'єра якого відбулася 1 березня. Диск містив 11 композицій, чотири з яких були наново записаним піснями з дебютного міні-альбому. Також на диску містився кавер на популярну в 1990-их роках пісню гурту Nirvana Where Did You Sleep Last Night. Співпраця із Россом Робінсоном принесла незвичні для гри гурту доти чисті вокали, а також кілька урізноманітнень звучання завдяки комп'ютерним ефектам в стилі ґлітч (в композиціях «I Am An Island» та «Kill Me Twice»). Колекційне видання Amen містило подвійну вінілову платівку, CD та DVD (2,5-годинний відеоматеріал: запис сесії із Россом Робінсоном, кліп на «After You» та фільм про зйомки цього кліпу, інтерв'ю з гуртом та продюсерами, а також інші записи). Альбом було видано також у цифровій версії. В рамках промоції платівки гурт вперше виступив у Києві 17 липня 2010 (у клубі XLIB).
5 квітня 2011 було видано альбом під назвою The Red Sessions. Це запис живого виступу на студіях Solstice Studio та Bedrum Studio, який окреслюють як «акустичний». Відмінною є рисою є майже повна відсутність крику-вокалу. Графічний дизайн альбому виконав ударник Йоан Еннекін. Того ж року з'явився міні-альбом A Red Square Sun, до якого увійшли три композиції.

## Учасники[4]
- Метью Меґвілль (Matthieu «Milka» Miegeville) — вокал
- Трістан Мокет (Tristan Mocquet) — піаніно
- Йоан Еннекін (Yohan Hennequin) — перкусія

## Дискографія
MOPA (2007)
1. Die For Me (If I Say Please)
2. Page Of A Dictionary
3. Ego Zero
4. Kill Me Twice
5. I Am An Island
6. First Steps

Amen (2010)
1. Anchorage
2. After You
3. Die For Me
4. Broken Army
5. Where Did You Sleep Last Night? (Nirvana cover)
6. I Am An Island
7. Amen
8. Kill Me Twice
9. Page Of A Dictionary
10. Just Like You And I
11. Ode To Silence

The Red Sessions (2011)
1. Red
2. After You
3. Where Did You Sleep Last Night
4. Die For Me
5. Anchorage
6. I Am An Island
7. Amen
8. Just Like You

A Red Square Sun (2011)
1. There will be no one
2. Speak to me
3. Red

Let This Rope Cross All The Lands EP (2021)
1. Your Shelter
2. There Will Be No One
3. Red
4. Speak to Me
5. Ego Zero